# Якоб III фон Валдбург-Траухбург
Якоб III фон Валдбург-Траухбург (на немски: Jakob III, Freiherr Truchsess von Waldburg-Trauchburg; * 14 декември 1512; † 9 декември 1542 в битката при Пеща, Унгария) е имперски фрайхер и трушсес на Валдбург в Траухбург и императорски полковник-лейтенант.
Той е вторият син на фрайхер и „трушсес“ Вилхелм Стари фон Валдбург-Траухбург (1470 – 1557) и съпругата му графиня Сибила фон Валдбург-Зоненберг († 1536), най-голямата дъщеря наследничка на граф Йохан фон Валдбург-Зоненберг († 1510) и графиня Йохана фон Залм († 1510). Брат му Ото фон Валдбург (1514 – 1573) е епископ на Аугсбург (1543) и кардинал (1544).
Якоб III фон Валдбург-Траухбург се жени пр. 24 юни 1539 г. в Зигмаринген за графиня Йохана фон Хоенцолерн († сл. 23 юни 1550 в замък Хоенцолерн), дъщеря на граф Айтел Фридрих III фон Хоенцолерн (1494 – 1525) и Йохана фон Витхем († сл. 19 август 1544). Бракът е бездетен.
Якоб III фон Валдбург-Траухбург е убит на 9 декември 1542 г. на 29 години в битката при Пеща, Унгария.